# 缅甸独龙族
缅甸独龙族是缅甸克钦邦北部的一个民族，据称在距今大约200年前从独龙江流域（今中国云南贡山独龙族怒族自治县）的世居民族独龙族中分离出来。
该部分独龙人因为受到西藏察隅县藏族的侵袭，被逼离开世居的独龙江河谷，翻越中缅界山达拉纳卡山口（Thalalarkha pass），定居在缅北克钦邦的胡康河谷。缅甸独龙族不论男女均披长发，皮肤细腻，男性胡须稀少，不仔细审视不容易分辨出男女。逃至胡康河谷后，他们隐居于山林，以狩猎、采集野果和寻找山芋为食。不与外族通婚，因人口基数小，后来不得不兄妹通婚，因此后代罹患遗传病、精神病者甚多，身材普遍矮小，被称为缅甸的侏儒民族。加之胡康河谷土壤缺碘，其后代罹患克汀病（先天性甲状腺功能低下，呆小病）及甲状腺肿者甚多。
1962年8月，缅甸当时执政的聯邦革命委员会派医疗组到缅甸独龙族定居点调查，纯血统的独龙人有68人，其中男性38人，女性30人，男性平均身高1.47m，女性1.40m。
1997年克钦邦和平与发展委员会再次赴该地调查，纯血统的独龙人已仅幸存8人。2001年10月，美国动物学家艾倫·拉賓諾維茨再次探访该地，纯血统的独龙人已经只有3人，包括39岁的Dawi（唯一男性）和他的两个姐姐，他们决定不再兄妹通婚，因为他们已经意识到近亲结婚后代不好，但是，其他部落的人也不愿意和他们通婚，因此，缅甸独龙族估计会在Dawi的手上绝种。

## 外部連結
- Discussion on the current status of the Taron （页面存档备份，存于）
- Alan Rabinowitz's Fight of His Life
- An Asian Pygmy and his Pal from Far Rockaway （页面存档备份，存于）